# Ред-Оук (Північна Кароліна)
Ред-Оук (англ. Red Oak) — місто (англ. town) в США, в окрузі Неш штату Північна Кароліна. Населення — 3342 особи (2020).

## Географія
Ред-Оук розташований за координатами 36°3′35″ пн. ш. 77°54′20″ зх. д. / 36.05972° пн. ш. 77.90556° зх. д. (36.059587, -77.905687).  За даними Бюро перепису населення США в 2010 році місто мало площу 50,59 км², з яких 50,56 км² — суходіл та 0,02 км² — водойми.

## Демографія
Згідно з переписом 2010 року, у місті мешкало 3430 осіб у 1270 домогосподарствах у складі 1043 родин. Густота населення становила 68 осіб/км².  Було 1376 помешкань (27/км²).
Расовий склад населення:
| - 87,2 % — білих - 9,7 % — чорних або афроамериканців - 0,9 % — корінних американців - 0,5 % — азіатів |

До двох чи більше рас належало 0,9 %. Частка іспаномовних становила 1,7 % від усіх жителів.
За віковим діапазоном населення розподілялося таким чином: 26,1 % — особи молодші 18 років, 62,1 % — особи у віці 18—64 років, 11,8 % — особи у віці 65 років та старші. Медіана віку мешканця становила 42,4 року. На 100 осіб жіночої статі у місті припадало 100,6 чоловіків;  на 100 жінок у віці від 18 років та старших — 96,2 чоловіків також старших 18 років.
Середній дохід на одне домашнє господарство  становив 87 300 доларів США (медіана — 72 292), а середній дохід на одну сім'ю — 97 807 доларів (медіана — 87 275). За межею бідності перебувало 5,6 % осіб, у тому числі 6,3 % дітей у віці до 18 років та 10,1 % осіб у віці 65 років та старших.
Цивільне працевлаштоване населення становило 1654 особи. Основні галузі зайнятості: освіта, охорона здоров'я та соціальна допомога — 19,3 %, роздрібна торгівля — 15,5 %, виробництво — 13,3 %.